# Андрей Цеков
Андрей Иванов Цеков е български политик и юрист от „Продължаваме промяната“. Народен представител от „Продължаваме промяната“ в XLVIII народно събрание и XLIX народно събрание. Избран от XLIX народно събрание за министър на регионалното развитие и благоустройството в редовното правителство на Николай Денков.

## Биография
Андрей Цеков е роден на 13 април 1973 г. в град София, Народна република България. Завършва Първа английска езикова гимназия в София, а след това специалност „Право“ в Юридическия факултет на Софийския университет „Св. Климент Охридски“. Придобива следдипломна квалификация по строително право от ФИДИК, по бизнес право в Юридическия факултет на Амстердамския университет (Нидерландия) и по стратегическо управление – специализирана програма за висши управленски кадри към Станфордския университет (САЩ).
Бил е член на управителния съвет (2014 – 2016) и на контролния съвет (2016 – 2021) на Камарата на строителите в България. Съосновател и член на управителния съвет на Българската асоциация за управление на проекти в строителството (2015 – 2021).
Преподава строително законодателство и договорно право в Университета по архитектура, строителство и геодезия и във Висшето строително училище „Любен Каравелов“ в София.
В периода от декември 2021 до август 2022 г. е заместник-министър на финансите в правителството на Кирил Петков, като в неговия ресор са обществените поръчки.